# 市村隆介
市村 隆介（いちむら　りゅうすけ）は、もと株式会社ORATTA マーケティング・コミュニケーション室 室長やブシモ宣伝プロデューサー
現在は不明。